# VCCI
El Consejo de Control Voluntario de Interferencias (VCCI, por sus siglas del idioma inglés Voluntary Control Council for Interference by Information Technology Equipment) es el organismo regulador de las emisiones electromagnéticas ( es decir, el que establece las normativas de Compatibilidad electromagnética) en Japón . Fue creado en diciembre de 1985. A diferencia de lo que sucede en otros países, se trata de una agencia autorregulatoria, compuesta por las propias empresas del ramo, que deciden someterse voluntariamente a unas normas (generalmente, adoptan las normativas internacionales elaboradas por el CISPR).
La marca VCCI también aparece en numerosos equipos eléctricos y electrónicos vendidos fuera de Japón.